# Nannocyrtopogon vanduzeei
Nannocyrtopogon vanduzeei är en tvåvingeart som beskrevs av Wilcox och Martin 1936. Nannocyrtopogon vanduzeei ingår i släktet Nannocyrtopogon och familjen rovflugor.
Artens utbredningsområde är Kalifornien. Inga underarter finns listade i Catalogue of Life.